# Notion (software di produttività)
Notion è un'applicazione web di produttività e gestione degli appunti, sviluppata da Notion Labs Inc. Lanciata nel 2016, Notion offre funzionalità per la creazione e l'organizzazione di note, documenti, database, bacheche Kanban e wiki, con un'ampia gamma di opzioni per la collaborazione tra utenti. Il software è disponibile su più piattaforme, incluse Microsoft Windows, macOS, Android, iOS, e può essere utilizzato anche tramite browser web.

## Storia
Notion Labs Inc. è stata fondata nel 2013 a San Francisco da Chris Prucha, Jessica Lam, Simon Last e Toby Schachman. Il software è stato lanciato pubblicamente nel marzo 2016. Una versione aggiornata, Notion 2.0, è stata pubblicata nel marzo 2018, ricevendo recensioni positive per la sua versatilità. Nel corso degli anni, Notion ha continuato a evolversi, aggiungendo nuove funzionalità e ampliando il proprio mercato, incluso il lancio di una versione specifica per il Giappone nel 2021.

## Funzionalità
Notion integra diversi strumenti per la gestione delle informazioni e dei progetti.
- Note e Documenti: Notion permette la creazione e l'organizzazione di note e documenti utilizzando sia un editor WYSIWYG sia Markdown. I contenuti possono essere organizzati gerarchicamente.[1]
- Bacheche Kanban: Gli utenti possono gestire progetti utilizzando bacheche Kanban, organizzando le attività in diverse fasi.
- Wiki: Il software consente la creazione di wiki interni per la gestione e la condivisione delle informazioni.
- Database: Notion supporta la creazione di database personalizzati, con vari tipi di campi e opzioni di filtraggio.[9]
- Integrazione e Collaborazione: Include strumenti per la collaborazione in tempo reale e si integra con altri servizi e applicazioni esterne.[10]
- Modelli e Template: Offre una varietà di modelli predefiniti per diverse esigenze organizzative.[11]

## Piani di Abbonamento
Notion è disponibile in vari piani di abbonamento.
- Piano Gratuito: Include funzionalità di base con limitazioni sui contenuti.
- Piano Plus: Offre funzionalità avanzate e rimuove le limitazioni sui contenuti.
- Piano Business: Include strumenti per la gestione della collaborazione all'interno di team.
- Piano Enterprise: Offre funzionalità avanzate di gestione e sicurezza per grandi organizzazioni.[12]

## Concorrenza
Notion si confronta con altri strumenti di produttività come Evernote, Microsoft OneNote, Trello, Asana e Confluence, ciascuno dei quali offre funzionalità simili in ambiti specifici come la gestione delle note, la gestione dei progetti o la creazione di wiki.